# Sonate K. 42
Pour les articles homonymes, voir K42.
La sonate K. 42 (L.S.36) en si bémol majeur est une œuvre pour clavier du compositeur italien Domenico Scarlatti.

## Présentation
La sonate K. 42, en si bémol majeur, est notée Minuetto, moderato. Elle fait partie des pièces publiées par Thomas Roseingrave en 1739 et conclut modestement le recueil.

La sonate est publiée comme numéro 42 et dernière œuvre de l'édition Roseingrave (Londres, 1739) avec les K. 31 à 42 ; une copie manuscrite est dans Vienne G 23.

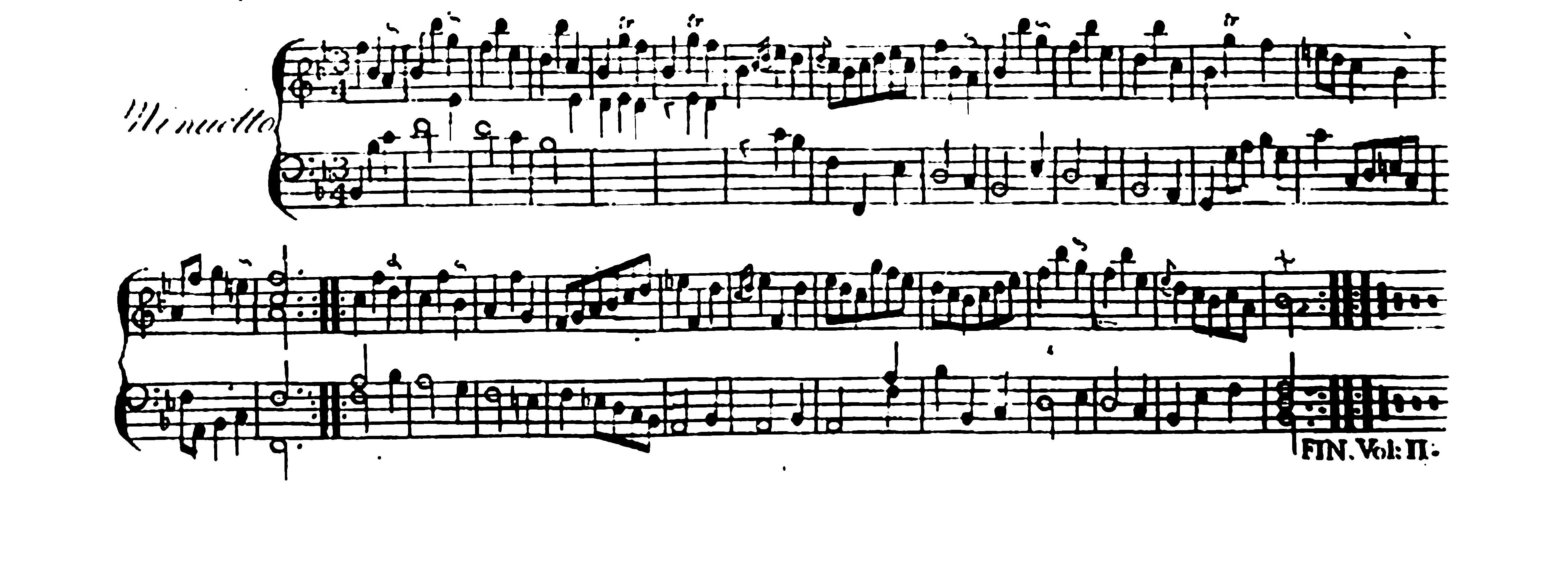
Édition Londres, 1739.
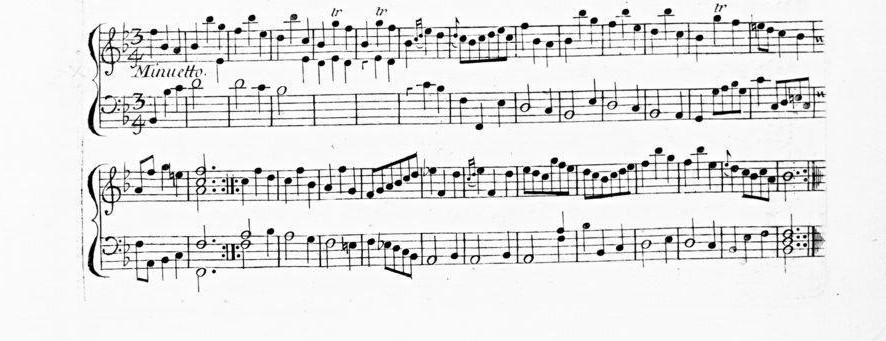
Édition Boivin, 1742.

## Interprètes
La sonate K. 42 est défendue par le pianiste  Sergio Gallo (fi) (2022, Naxos vol. 27) ; et au clavecin par Scott Ross (1985, Erato) et Richard Lester (2007, Nimbus, vol. 7) ; à la guitare, par Narciso Yepes (1985, DG).

## Sources
: document utilisé comme source pour la rédaction de cet article.
- Ralph Kirkpatrick (trad. de l'anglais par Dennis Collins), Domenico Scarlatti, Paris, Lattès, coll. « Musique et Musiciens », 1982 (1re éd. 1953 (en)), 493 p. (ISBN 978-2-7096-0118-4, OCLC 954954205, BNF 34689181).
- Alain de Chambure, « Domenico Scarlatti : Intégrale des sonates — Scott Ross », Erato (2564-62092-2), 1985 (OCLC 891183737) .